# Dannemoragatan 20
Dannemoragatan 20 är en byggnad med bostäder vid Dannemoragatan i Vasastaden i Stockholm, vilken ritades av arkitekt Hjalmar Eriksson. Byggherre var Erik Wall och byggmästare var W. A. Klingberg.

## Om fastigheten
Fastigheten ligger i Kvarteret Sländan och har fastighetsbeteckningen Sländan 2. Byggnaden uppfördes under åren 1913. Den omfattar adressen Dannemoragatan 20. 1977 utvärderades byggnaden av Stadsmuseet i Stockholm som då klassade byggnaden som Gul, vilket betyder att det är en fastighet med bebyggelse av positiv betydelse för stadsbilden och/eller av visst kulturhistoriskt värde..

### Exteriör
Byggnaden är i nationalromantisk stil och består av en femvånings husdel, med ett högt takfall som innehåller en vindsvåning, med huvudfasad mot Dannemoragatan. Vid inventeringen 1977 hade byggnaden en grå spritputs på bottenvåningen, och däröver en grå slätputs. Fasaden har senare omfärgats helt i en rödbeige slätputs. Burspråk och balkonger har räcken i smide. Gårdsfasden är avfärgad i en gul puts. Byggnaden har ett svart plåttak.

### Interiör
Entrén har golv i marmor samt stuckaturlister i taket. Det norra trapphuset har ett golv i konststen samt räcken med svarvade balusterdockor, det södra har i stort samma utformning, dock med räcke i smide. Lägenhetsdörrarna består av enkeldörrar, delvis fyllda med råglas.